# 吳朝鳳 (嘉靖進士)
吳朝鳳（1505年—？），本姓章朝鳳，字鳴仲，浙江溫州府樂清縣人，軍籍，明朝政治人物。

## 生平
嘉靖七年（1528年）戊子科浙江鄉試第二十一名舉人，二十三年（1544年）中式甲辰科會試第一百七十五名，二甲第九十一名進士。歷官福建按察司僉事，三十六年（1557年）二月升廣西布政使司右參議。

## 家族
曾祖章綸，通議大夫南京禮部左侍郎，贈南京禮部尚書，諡恭毅；祖父章玄應，正奉大夫廣東右布政使；父章九仁。母金氏。嚴侍下。
章朝鳳的八世祖系由北閣吳姓入繼，因此章朝鳳中進士後不久即疏請復為吳姓，此後很長一段時間內有關的詩文著作都稱吳朝鳳，後再復章姓。